# John M. Goodenow
John Milton Goodenow (* 1782 in Westmoreland, Cheshire County, New Hampshire; † 20. Juli 1838 in New Orleans, Louisiana) war ein US-amerikanischer Jurist und Politiker. In den Jahren 1829 und 1830 vertrat er den Bundesstaat Ohio im US-Repräsentantenhaus.

## Werdegang
John Goodenow besuchte die öffentlichen Schulen seiner Heimat und arbeitete danach im Handel. Nach einem anschließenden Jurastudium und seiner 1813 erfolgten Zulassung als Rechtsanwalt begann er in Steubenville (Ohio) in diesem Beruf zu arbeiten. Im Jahr 1817 leitete die Finanzbehörde im sechsten Steuerbezirk von Ohio. Gleichzeitig schlug er eine politische Laufbahn ein. In den 1820er Jahren schloss er sich der Bewegung um den späteren Präsidenten Andrew Jackson an und wurde Mitglied der von diesem 1828 gegründeten Demokratischen Partei. Im Jahr 1823 war er Abgeordneter im Repräsentantenhaus von Ohio.
Bei den Kongresswahlen des Jahres 1828 wurde Goodenow im elften Wahlbezirk von Ohio in das US-Repräsentantenhaus in Washington, D.C. gewählt, wo er am 4. März 1829 die Nachfolge von John C. Wright antrat. Dieses Amt bekleidete er bis zu seinem Rücktritt am 9. April 1830. Während dieser Zeit wurde im Kongress heftig über die Politik von Präsident Jackson diskutiert. Goodenows Rücktritt erfolgte nach seiner Ernennung zum Richter am Supreme Court of Ohio. Dieses Amt konnte er aber wegen gesundheitlicher Probleme nur für wenige Monate bis zum Sommer des Jahres 1830 ausüben.
1832 zog er nach Cincinnati, wo er 1832 Vorsitzender Richter am Berufungsgericht wurde. Bei den Präsidentschaftswahlen des Jahres 1832 war Goodenow einer der Wahlmänner für Andrew Jackson. Im November 1837 zog er nach Texas, wo er sich eine Verbesserung seines angeschlagenen Gesundheitszustandes erhoffte. Auf der Rückreise nach Ohio starb er am 20. Juli 1838 in New Orleans. Er wurde in Cincinnati beigesetzt.